# Mikael Granlund
Mikael Antero Granlund (* 26. Februar 1992 in Oulu) ist ein finnischer Eishockeyspieler, der seit Juli 2025 bei den Anaheim Ducks in der National Hockey League (NHL) unter Vertrag steht. Zuvor war der Center in der NHL bereits für die Minnesota Wild, Nashville Predators, Pittsburgh Penguins, San Jose Sharks und Dallas Stars aktiv. Mit der finnischen Nationalmannschaft wurde er 2011 und 2022 Weltmeister. Sein jüngerer Bruder Markus ist ebenfalls professioneller Eishockeyspieler.

## Karriere

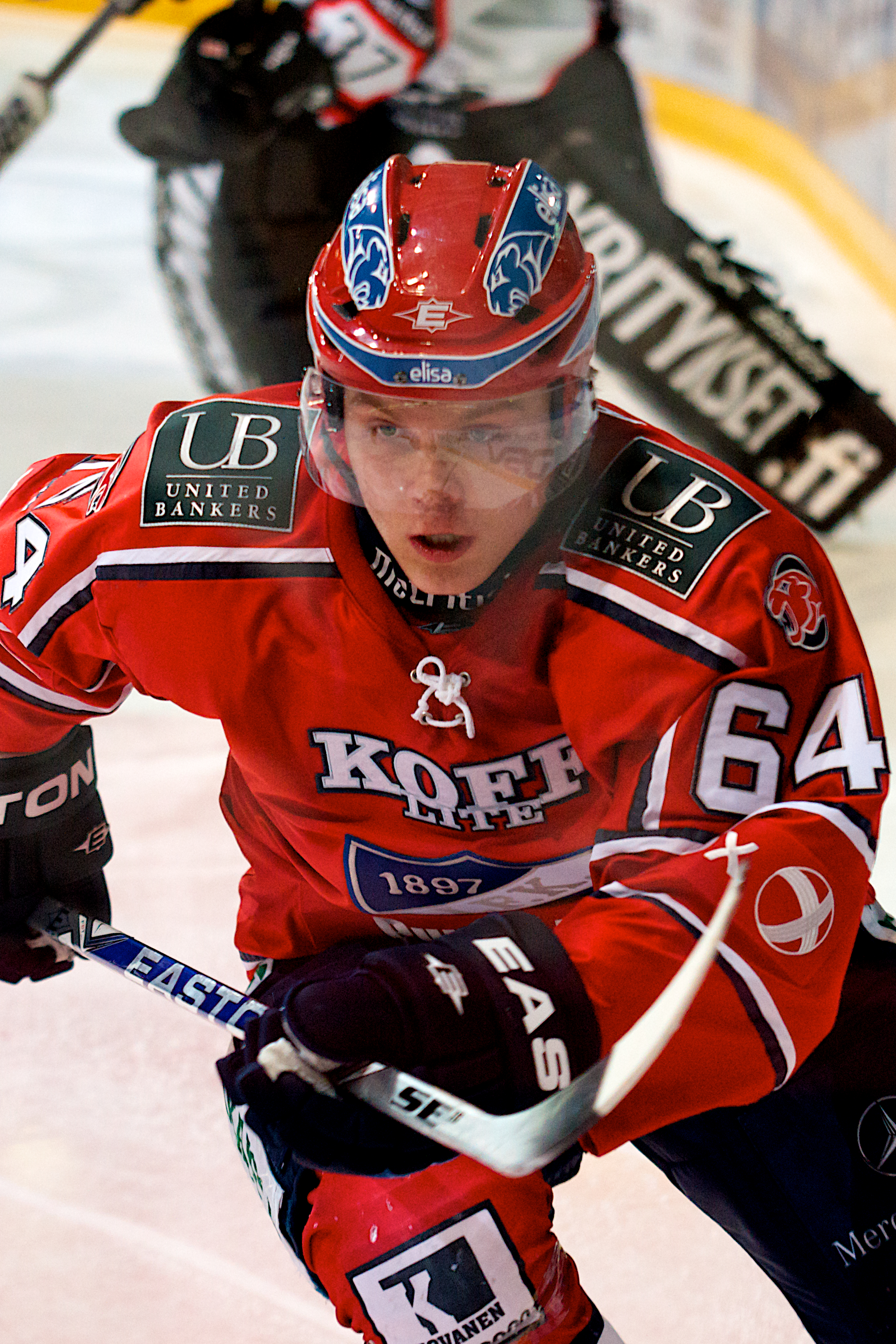
Granlund im Trikot von HIFK Helsinki

Mikael Granlund begann seine Karriere als Eishockeyspieler in seiner Heimatstadt im Alter von fünf Jahren bei den Kempeleen Kiekko-Ketut, die sich vier Jahre später in Laser HT umbenannten. Für Laser spielte er bis 2006 in den verschiedenen Juniorenligen Finnlands, unter anderem in der C-nuorten SM-sarja. 2006 wechselte er in den Nachwuchsbereich von Kärpät Oulu, für den er bis 2009 in der B-nuorten SM-sarja und Nuorten SM-liiga spielte.
Für die Profimannschaft von Kärpät gab er während der Saison 2008/09 sein Debüt in der SM-liiga. Dabei blieb der Angreifer in zwei Spielen punkt- und straflos. Anschließend wurde er im KHL Junior Draft 2009 in der zweiten Runde als insgesamt 41. Spieler vom HK Dinamo Minsk ausgewählt. Zunächst blieb er jedoch in Finnland, wo er für die Spielzeit 2009/10 einen Vertrag beim HIFK Helsinki unterschrieb. Die Minnesota Wild wählten Granlund im NHL Entry Draft 2010 in der ersten Runde als neunten Spieler aus.
Im Mai 2012 unterzeichnete Granlund einen NHL-Einstiegsvertrag über drei Jahre Laufzeit bei den Wild. Aufgrund des Lockouts zu Beginn der Saison 2012/13 spielte Granlund zunächst für das Farmteam der Wild, die Houston Aeros, in der American Hockey League. Nachdem der Lockout beendet war, wurde er in den NHL-Kader berufen und gab am 19. Januar 2013 sein NHL-Debüt für die Wild, wobei er sein erstes NHL-Tor gegen Semjon Warlamow von der Colorado Avalanche erzielte.
In der Saison 2016/17 erzielt Granlund mit 26 Toren und 43 Vorlagen seine mit Abstand beste persönliche Statistik für die Wild. Anschließend unterzeichnete er im Juli 2017 einen neuen Dreijahresvertrag in Minnesota, der ihm ein durchschnittliches Jahresgehalt von 5,75 Millionen US-Dollar einbringen soll. Während der Saison 2017/18 knüpfte Granlund nahtlos an seine Leistungen aus dem Vorjahr an und erzielte in 77 Spielen für die Wild 67 Punkte. Er war damit hinter Eric Staal der zweitbeste Scorer im Team. Granlund erreichte mit Minnesota erneut die Playoffs und schied wie in der vergangenen Saison bereits im Achtelfinale aus. Das Spieljahr 2018/19 startete der finnische Center wieder mit Minnesota, wo er in 63 Spielen 15 Tore und 34 Assists erzielte. Zur Trade Deadline am 25. Februar 2019 jedoch wurde Granlund im Tausch mit Kevin Fiala zu den Nashville Predators transferiert. In Nashville unterzeichnete der Finne im Juli 2021 einen neuen Vierjahresvertrag mit einem Gesamtvolumen von 20 Millionen US-Dollar.
Nach großen Anlaufproblemen in seiner neuen Heimat in den Spielzeiten 2019/20 und 2020/21 absolvierte der Finne in der Saison 2021/22 erstmals seit vier Jahren wieder ein Spieljahr mit mehr als 60 Scorerpunkten. In seinem vierten Vertragsjahr in Nashville wurde Granlund jedoch Anfang März 2023 erneut kurz vor dem Ende des Transferfensters im Tausch für ein Zweitrunden-Wahlrecht im NHL Entry Draft 2023 an die Pittsburgh Penguins abgegeben. Dort beendete er die Saison und wurde anschließend im August 2023 samt Jan Rutta, Mike Hoffman sowie einem konditionalen Erstrunden-Wahlrecht im NHL Entry Draft 2024 zu den San Jose Sharks transferiert. Das Wahlrecht war dabei Top-10-geschützt, hätte sich also um ein Jahr nach hinten verschoben, falls es sich unter den ersten zehn Positionen befinden sollte, was nicht geschah. Im Gegenzug erhielten die Penguins Erik Karlsson, Dillon Hamaliuk und ein Drittrunden-Wahlrecht im NHL Entry Draft 2026.
In San Jose war Granlund in der Folge etwa eineinhalb Jahre aktiv, bis er im Februar 2025 samt Cody Ceci zu den Dallas Stars transferiert wurde. Im Gegenzug erhielten die Sharks ein Erstrunden- sowie ein konditionales Viertrunden-Wahlrecht im NHL Entry Draft 2025. Aus dem Wahlrecht für die vierte soll eines für die dritte Runde werden, sofern Dallas in den Playoffs 2025 das Stanley-Cup-Finale erreicht. Nach der Saison 2024/25 wurde sein auslaufender Vertrag bei den Texanern nicht verlängert, sodass der Finne in der Folge im Juli 2025 einen Dreijahresvertrag mit einem Gesamtvolumen von 21 Millionen US-Dollar bei den Anaheim Ducks erhielt.

### International
Für Finnland nahm Granlund an der U18-Junioren-Weltmeisterschaft 2009, der U20-Junioren-Weltmeisterschaft 2009 und der U20-Junioren-Weltmeisterschaft 2010 teil. Bei der U18-Weltmeisterschaft gewann er mit Finnland die Bronzemedaille.
Im Seniorenbereich spielte er bei der Weltmeisterschaft 2011. Dort erzielte er beim 3:0-Halbfinalsieg seiner Mannschaft gegen Russland ein vielbeachtetes und spektakuläres Tor: Zum 1:0 traf er, indem er, hinter dem Tor des russischen Torhüters Konstantin Barulin stehend, sich den Puck auf die Schlagfläche seines Schlägers hob und ihn so im oberen Torwinkel des kurzen Ecks platzierte. Die Bewegung entstammt der dem Eishockey ähnlichen Sportart Lacrosse. Wenige Wochen nach der Weltmeisterschaft wurde der Moment des Tors auf einer Briefmarke festgehalten. Das Finale gegen den Erzrivalen Schweden endete mit 6:1, wodurch Granlund mit der finnischen Mannschaft Weltmeister wurde. Bei den Olympischen Spielen 2014 gewann er mit der finnischen Nationalmannschaft die Bronzemedaille sowie bei der Weltmeisterschaft 2016 die Silbermedaille, wobei er auch ins All-Star Team des Turniers gewählt wurde. Wenig später gehörte er auch zum finnischen Aufgebot beim World Cup of Hockey 2016. Bei der Weltmeisterschaft 2022 gewann der Angreifer für sein Heimatland eine weitere Goldmedaille.

## Erfolge und Auszeichnungen

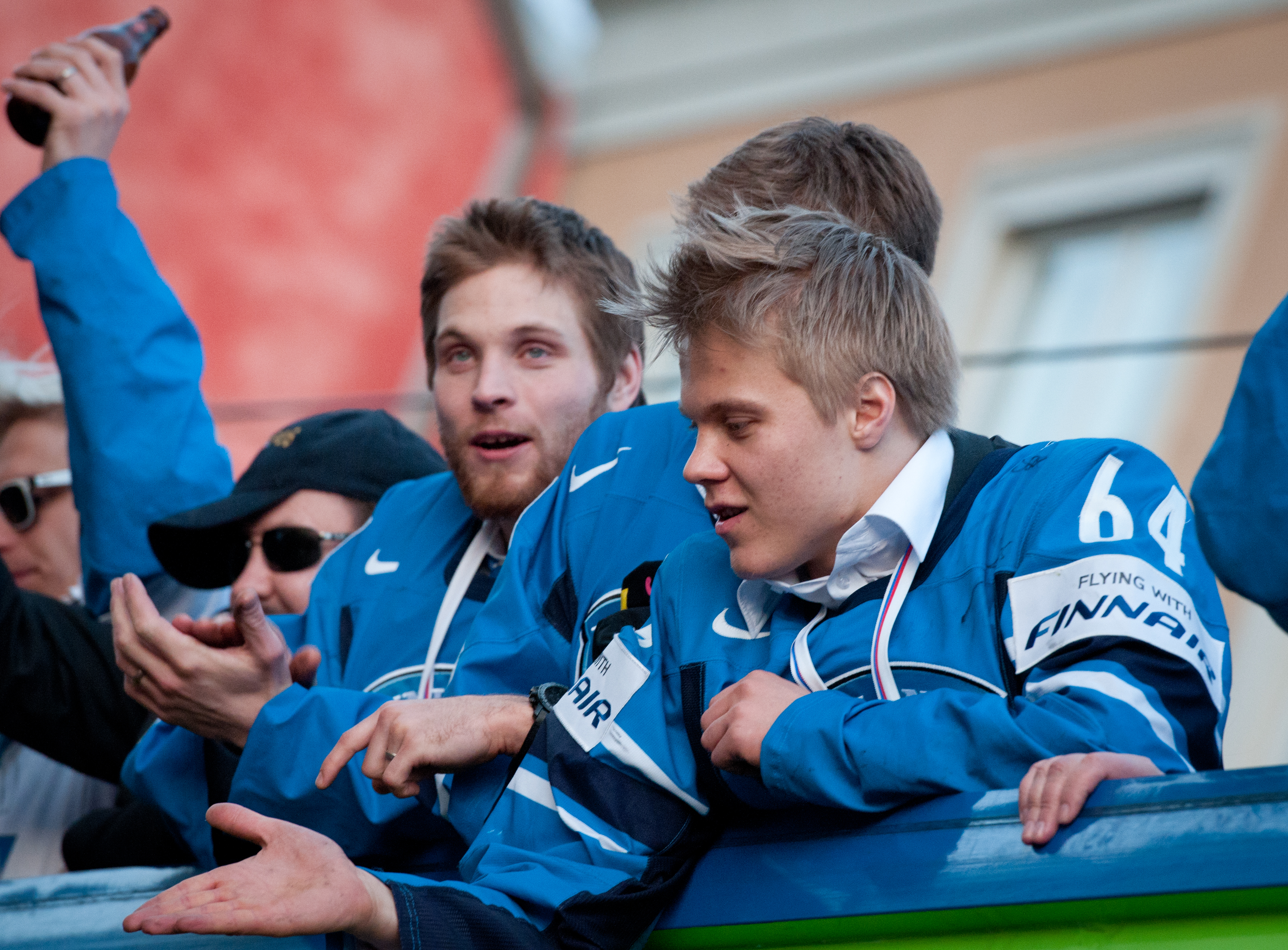
Granlund (vorne) bei der Parade zum Gewinn der Weltmeisterschaft 2011

| - 2007 Finnischer C-Junioren-Vizemeister mit Kärpät Oulu - 2008 Finnischer C-Junioren-Meister mit Kärpät Oulu - 2009 Finnischer Vizemeister mit Kärpät Oulu | - 2010 Jarmo Wasaman muistopalkinto - 2010 Raimo-Kilpiö-Trophäe - 2011 Finnischer Meister mit HIFK Helsinki |

### International
| - 2009 Bronzemedaille bei der U18-Junioren-Weltmeisterschaft - 2009 Bester Vorlagengeber der U18-Junioren-Weltmeisterschaft - 2010 Bronzemedaille bei der U18-Junioren-Weltmeisterschaft - 2010 Bester Vorlagengeber der U18-Junioren-Weltmeisterschaft - 2011 Goldmedaille bei der Weltmeisterschaft - 2012 Bester Vorlagengeber der U20-Junioren-Weltmeisterschaft (gemeinsam mit Nail Jakupow) | - 2012 All-Star-Team der U20-Junioren-Weltmeisterschaft - 2014 Bronzemedaille bei den Olympischen Winterspielen - 2014 All-Star-Team der Olympischen Winterspiele - 2016 Silbermedaille bei der Weltmeisterschaft - 2016 All-Star-Team der Weltmeisterschaft - 2022 Goldmedaille bei der Weltmeisterschaft |

## Karrierestatistik
Stand: Ende der Saison 2024/25

### International
Vertrat Finnland bei:
| - World U-17 Hockey Challenge 2008 - U20-Junioren-Weltmeisterschaft 2009 - U18-Junioren-Weltmeisterschaft 2009 - U20-Junioren-Weltmeisterschaft 2010 - U18-Junioren-Weltmeisterschaft 2010 - Weltmeisterschaft 2011 - U20-Junioren-Weltmeisterschaft 2012 - Weltmeisterschaft 2012 | - Weltmeisterschaft 2013 - Olympischen Winterspielen 2014 - Weltmeisterschaft 2016 - World Cup of Hockey 2016 - Weltmeisterschaft 2018 - Weltmeisterschaft 2022 - Weltmeisterschaft 2024 - 4 Nations Face-Off 2025 |

(Legende zur Spielerstatistik: Sp oder GP = absolvierte Spiele; T oder G = erzielte Tore; V oder A = erzielte Assists; Pkt oder Pts = erzielte Scorerpunkte; SM oder PIM = erhaltene Strafminuten; +/− = Plus/Minus-Bilanz; PP = erzielte Überzahltore; SH = erzielte Unterzahltore; GW = erzielte Siegtore; 1 Play-downs/Relegation; Kursiv: Statistik nicht vollständig)